# 圣母教堂 (波尔多)

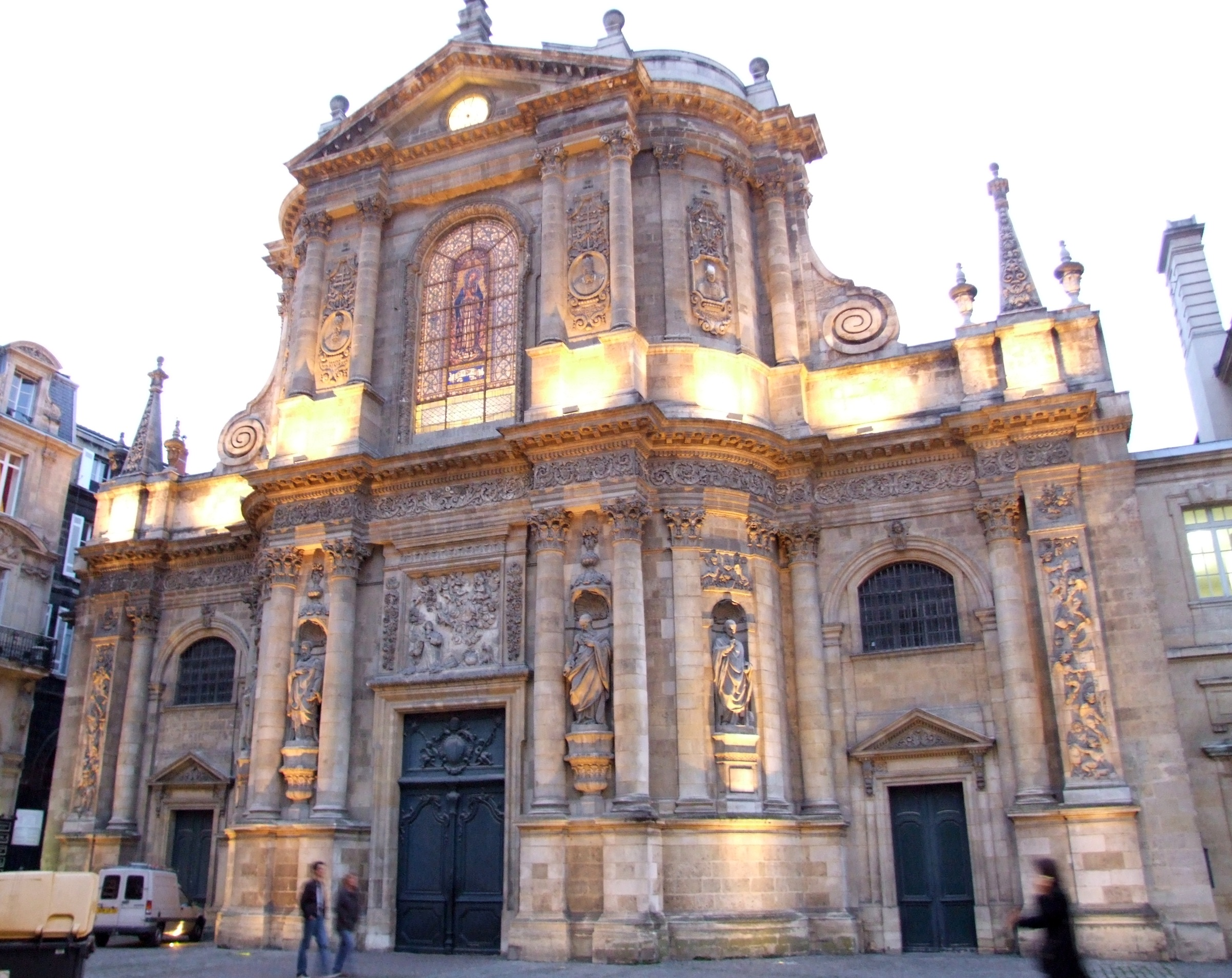
圣母教堂

圣母教堂（Église Notre-Dame）是法国城市波尔多的一座罗马天主教教堂，位于玫瑰广场（place du Chapelet），距离波尔多大剧院不远。它是17世纪后期的巴洛克建筑，兴建于1684年到1707年。
1908年5月18日，波尔多圣母教堂被列为法国历史古迹。
从1971年到1981年，教堂因部分拱顶倒塌而关闭。1982年由历史古迹部门加以修复，发现了美丽的金色石屋。
圣母教堂的音响效果极好，大量的音乐会在此举行。